# Barış Durmaz
Barış Durmaz (* 14. Mai 1981 in Burhaniye) ist ein türkischer Fußballspieler, der für Yeni Malatyaspor spielt. 

## Karriere

### Vereinskarriere
Barış Durmaz begann mit dem Vereinsfußball in der Jugendabteilung von Burhaniye Belediyespor und spielte dann in den Jugendmannschaften von Karaoğlanlıspor und Turgutluspor. 2000 erhielt er einen Profivertrag, er spielte auf Anhieb als Stammspieler bei den Profis. 
Nachdem er zwei Jahre hier gespielt hatte, wechselte er zum Zweitligisten Gaziantep Büyükşehir Belediyespor. Auch hier war er zwei Jahre durchgängig aktiv und wechselte dann zum Erstligisten Gaziantepspor. Bei seinem neuen Verein kam er als Ergänzungsspieler gelegentlich zu Einsätzen. Hier blieb er vier Spielzeiten lang, wobei er die Spielzeit 2006/07 als Leihgabe bei Samsunspor verbrachte.
Zum Ende der Saison 2007/08 verließ er auch Gaziantepspor und spielte nacheinander für Giresunspor und Adana Demirspor.
Zur Saison 2010/11 wechselte er dann mit Ablöse zu Elazığspor und feierte mit diesem Verein am Ende seiner ersten Saison die Meisterschaft der TFF 2. Lig und damit den direkten Aufstieg in die TFF 1. Lig. In seinem zweiten Jahr kam er als Ergänzungsspieler lediglich zu einigen wenigen Einsätzen. Am vorletzten Spieltag schaffte man den sicheren Aufstieg in die Süper Lig.
Zur Saison 2012/13 wechselte er zum Drittligisten Yeni Malatyaspor.

## Erfolge
- Mit Elazığspor:
  - 2010/11 Aufstieg in die TFF 1. Lig
  - 2010/11 TFF 2. Lig
  - 2011/12 Aufstieg in die Süper Lig